# Neuchâtel (bang)
Neuchâtel (tiếng Pháp: Canton de Neuchâtel, IPA: [kɑ̃tɔ̃ də nøʃɑtɛl]) là một bang nói tiếng Pháp của Thụy Sĩ, tiếp giáp vùng Bourgogne-Franche-Comté của Pháp. Năm 2007, dân số là 169,782 trong đó 39,654 (23.4%) là người ngoại quốc. Thủ phủ là Neuchâtel.